# Specials (альбом)
Specials — сборник альбом американской певицы Аниты О’Дэй, выпущенный в 1951 году на лейбле Advance. На записи певице аккомпанируют такие исполнители как Бенни Картер, Ральф Бернс, Сай Оливер и Уилл Брэдли.

## Переиздания
- В 1953 году альбом был переиздан на лейбле Coral Records[англ.] с изменённым порядком треков и с новым названием Singin’ and Swingin’ with Anita O’Day.
- Вновь был переиздан в 1974 году на лейбле Bob Thiele Music и в 1984 году на лейбле Doctor Jazz под названием Hi Ho Trailus Boot Whip и с добавлением двух треков.
- В 1991 году выпущен как I Told Ya I Love Ya, Now Get Out на лейбле Sony Music, трек-лист повторяет релиз 1974 года.

## Отзывы критиков
| Specials                      | Specials        |
| Оценки критиков               | Оценки критиков |
| Источник                      | Оценка          |
| ----------------------------- | --------------- |
| AllMusic                      | [ 1 ]           |
| Encyclopedia of Popular Music | [ 2 ]           |

| Singin’ and Swingin’ with Anita O’Day | Singin’ and Swingin’ with Anita O’Day |
| Оценки критиков                       | Оценки критиков                       |
| Источник                              | Оценка                                |
| ------------------------------------- | ------------------------------------- |
| AllMusic                              | [ 3 ]                                 |
| Encyclopedia of Popular Music         | [ 2 ]                                 |

| Hi Ho Trailus Boot Whip             | Hi Ho Trailus Boot Whip |
| Оценки критиков                     | Оценки критиков         |
| Источник                            | Оценка                  |
| ----------------------------------- | ----------------------- |
| Encyclopedia of Popular Music       | [ 2 ]                   |
| The Rolling Stone Jazz Record Guide | [ 4 ]                   |

| I Told Ya I Love Ya, Now Get Out           | I Told Ya I Love Ya, Now Get Out |
| Оценки критиков                            | Оценки критиков                  |
| Источник                                   | Оценка                           |
| ------------------------------------------ | -------------------------------- |
| AllMusic                                   | [ 5 ]                            |
| MusicHound Jazz: The Essential Album Guide | [ 6 ]                            |
| The Rolling Stone Jazz & Blues Album Guide | [ 7 ]                            |

Рон Уинн в обзоре для AllMusic написал: «Энергичные выступления Аниты О’Дэй, поющей с силой, убежденностью и интенсивностью, при поддержке нескольких хороших музыкантов, исполняющих винтажный свинг и номера в стиле биг-бэнда». Скотт Яноу так отозвался об альбоме: «Состоящие из первых десяти композиций, записанных Анитой О’Дэй в качестве лидера, эти разнообразные подборки показывают, как О’Дэй (когда ей было 27 лет) поет в нескольких разных условиях. Две песни (включая атмосферную „Ace in the Hole“) исполняются с Элви Уэстом и The Little Band (секстетом, включающим аккордеониста), в то время как остальные восемь номеров (выделяются эксцентричным названием, многотемповым „What Is This Thing Called Love?“ и „How High the Moon“) к певице присоединяются более крупные оркестры, аранжированные либо Саем Оливером, либо Ральфом Бернсом. Очень приятная музыка».

## Список композиций

### Specials(1951)
Сторона A
1. «Ace In the Hole» (Коул Портер) — 3:01
2. «I Ain’t Gettin’ Any Younger» (Анита О’Дэй) — 3:03
3. «Hi Ho Trailus Boot Whip» (Рой Элдридж) — 2:30
4. «I Told Ya’ I Love Ya’ Now Get Out» (Херб Эллис, Лу Картер, Джон Фриго) — 2:59

Сторона B
1. «What Is This Thing Called Love?» (Коул Портер) — 2:41
2. «How High the Moon» (Морган Льюис, Нэнси Гамильтон)— 2:54
3. «Sometimes I’m Happy» (Ирвинг Сизар, Джерри Грей, Винсент Юманс) — 2:43
4. «Malaguena» (Эрнесто Лекуона) — 2:57

### Singin’ and Swingin’ with Anita O’Day(1953)
Сторона A
1. «Key Largo» (Бенни Картер, Карл Зюссдорф, Леа Уорт) — 2:52
2. «Hi Ho Trailus Boot Whip» (Рой Элдридж) — 2:30
3. «I Ain’t Gettin’ Any Younger» (Анита О’Дэй) — 3:03
4. «Malaguena» (Эрнесто Лекуона) — 2:57

Сторона B
1. «How High the Moon» (Морган Льюис, Нэнси Гамильтон)— 2:54
2. «Sometimes I’m Happy» (Ирвинг Сизар, Джерри Грей, Винсент Юманс) — 2:43
3. «Ace In the Hole» (Коул Портер) — 3:01
4. «What Is This Thing Called Love?» (Коул Портер) — 2:41

### Hi Ho Trailus Boot Whip(1974) иI Told Ya I Love Ya, Now Get Out(1991)
Сторона A
1. «Hi Ho Trailus Boot Whip» (Рой Элдридж) — 2:30
2. «What Is This Thing Called Love?» (Коул Портер) — 2:41
3. «Malaguena» (Эрнесто Лекуона) — 2:57
4. «I Told Ya’ I Love Ya’ Now Get Out» (Херб Эллис, Лу Картер, Джон Фриго) — 2:59
5. «Sometimes I’m Happy» (Ирвинг Сизар, Джерри Грей, Винсент Юманс) — 2:43

Сторона B
1. «Ace In the Hole» (Коул Портер) — 3:01
2. «How High the Moon» (Морган Льюис, Нэнси Гамильтон) — 2:54
3. «It’s Different When It Happens to You» — 2:56
4. «I Ain’t Gettin’ Any Younger» (Анита О’Дэй) — 3:03
5. «Key Largo» (Бенни Картер, Карл Зюссдорф, Леа Уорт) — 2:52